# オグデン・ミルズ
オグデン・リビングストン・ミルズ（Ogden Livingston Mills, 1884年8月23日 - 1937年10月11日）は、アメリカ合衆国の実業家、政治家。

## 生涯
1884年8月23日、ミルズはアメリカ合衆国のロードアイランド州ニューポートで生まれた。ミルズは公立学校で学んだ後、1904年にハーバード大学を卒業、1907年にはハーバード法学大学院を修了した。そして翌1908年、ミルズはニューヨーク州で弁護士となった。
ミルズは1912年、1916年、1920年の共和党の全国党大会に代表者として出席した。また、1914年から1917年まではニューヨーク州上院議員としても活躍したが、1917年にアメリカ合衆国陸軍に入隊するため辞職し、第一次世界大戦終戦まで大尉の位に就いた。
第一次世界大戦終戦後、ミルズはニューヨーク州税務協会の会長として活躍した。その後、1920年、1922年、1924年の下院議員選挙に共和党から出馬・当選し、1921年から1927年までアメリカ合衆国下院議員を務めた。また1924年には、ドロシー・フェルと結婚した。
1927年、ミルズはカルビン・クーリッジ大統領により財務次官に任命された。政権がハーバート・フーヴァー大統領に移った後も継続して財務次官を務め、1932年2月18日にはアンドリュー・メロンの辞任に伴い、財務長官に就任した。
ミルズは財務長官として、金本位制を強く主張した。当時の合衆国では失業の増加が大きな社会問題となっており、不況からの脱却を図るための出費が求められていた。しかしながらミルズは予算の均衡を優先し、議会と激しい論争を繰り広げた。
1933年3月5日、ミルズはフーヴァー大統領の任期満了に伴い、財務長官を退任した。その後ミルズは、新たに大統領に就任したフランクリン・ルーズベルトが掲げたニューディール政策を批判する主張を行った。ミルズは事業を展開し、自身の意見を2冊の本にまとめて出版した。1935年に発表した『What of Tomorrow』は単にニューディール政策の問題点を指摘したものであったが、1937年に発表した『 The Seventeen Million』では1936年の大統領選挙でニューディール政策に反対投票をした有権者に対する指針を示す試みが行われた。
ミルズはラカウオナ製鉄会社やアッチソン・トピカ・アンド・サンタフェ鉄道、メルゲンターラー・ライノタイプ会社、シレッデッド・フィート会社などの大企業の取締役を務めた。
1937年10月11日、ミルズはニューヨークで没した。ミルズの遺体はニューヨーク州ハイド・パークのセント・ジェームズ教会墓地に埋葬された。